# Greiffenfels

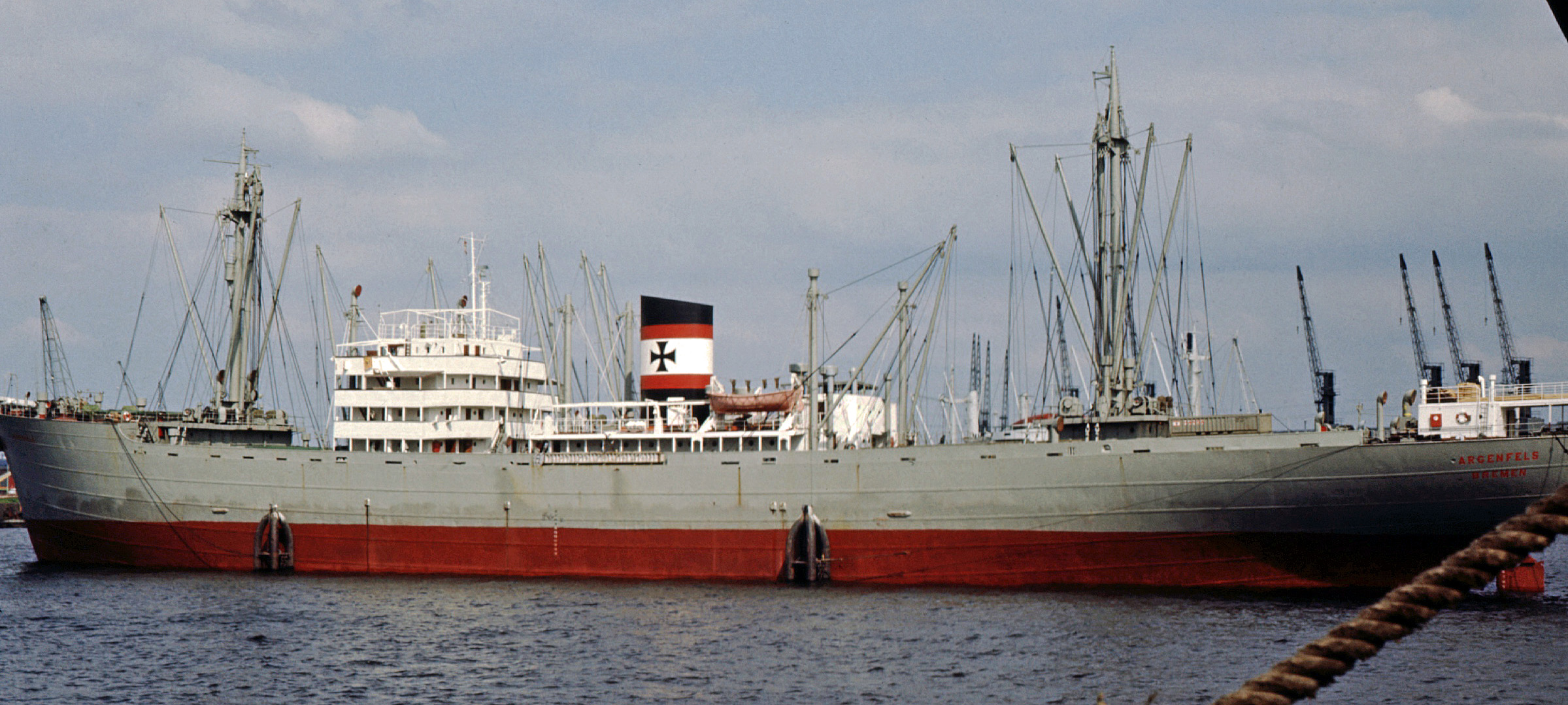
Schwesterschiff Argenfels 1975 im Hamburger Hafen

Die zweite Greiffenfels lief am 15. April 1944 als erstes Standard-Frachtschiff vom großen Typ Hansa-C für die Deutsche Dampfschiffahrts-Gesellschaft „Hansa“ (DDG „Hansa“) bei der Nederlandsche Scheepsbouw Maatschappij in Amsterdam vom Stapel. Am 24. September 1944 traf das Schiff im Schlepp zum Weiterbau bei den Rheinstahl-Nordseewerken in Emden ein.
Das Schiff konnte nicht vor dem Kriegsende fertiggestellt werden. Von den Briten beschlagnahmt, wurde die Greiffenfels von den Rheinstahl-Nordseewerken am 29. Juni 1946 an die niederländische Vereenigde Nederlandsche Scheepvaart Maatschappij abgeliefert und als Nijmegen in Fahrt gebracht.
Am 17. Mai 1950 kaufte die Deutsche Dampfschiffahrts-Gesellschaft „Hansa“ das Schiff zurück und ließ es bei der AG „Weser“ in Bremen instand setzen und von Kohle- auf Ölfeuerung umbauen. Unter seinem ursprünglichen Namen Greiffenfels wurde das Schiff von der DDG „Hansa“ zusammen mit dem jetzt erst endgültig fertiggestellten Schwesterschiff Argenfels in Dienst genommen. 1956 kaufte die Reederei noch ein weiteres Schiff vom Typ „Hansa C“ an und brachte es als Rotenfels in Fahrt. 1961 wurden die drei Schiffe modernisiert und zu Motorschiffen umgebaut. 1977/78 wurden sie dann aus dem Dienst genommen und abgewrackt.

## Geschichte des Schiffes
Die DDG „Hansa“ gehörte im Zweiten Weltkrieg zu den acht Reedereien, die am 23. Juni 1942 die „Schiffahrt Treuhand G.m.b.H.“ mit dem Ziel gründeten, den vertraglichen und finanziellen Rahmen eines Programms zum Serienbau von Einheitsfrachtschiffstypen zu entwickeln, das die Kriegsverluste der deutschen Reeder ausgleichen sollte.

Im Rahmen des Hansa-Bauprogramms wurden drei Schiffstypen (Hansa Typ A, Typ B, Typ C) entwickelt, die vorwiegend für die zugänglich gebliebenen Fahrtgebiete der Nord- und Ostsee konzipiert wurden. Für jeden Typ wurde eine sogenannte „Vorbauwerft“ bestimmt, nach deren Entwurf die Serienbauten zu bauen waren. Für den von der Deutschen Werft in Hamburg entwickelten großen „Typ C“ waren die Schichau-Werke in Danzig die Vorbauwerft. Der Bau der Schiffe sollte in Deutschland und auf Werften in von Deutschland besetzten Staaten erfolgen.
Bereits im April 1942 waren allerdings schon sechs Schiffe des Typs C bei niederländischen Werften für die Kriegsverluste der DDG „Hansa“ bestellt worden, deren Kiellegung von März bis August 1943 fünf Werften erfolgte. Als erstes dieser Schiffe lief die Greiffenfels am 15. April 1944 bei der Nederlandsche Scheepsbouw Maatschappij in Amsterdam vom Stapel. Den Namen hatte zuvor ein von der AG „Weser“ im März 1914 geliefertes Frachtschiff von 5812 BRT getragen, das nach Auslieferung bei Kriegsende als Flandres unter belgische Flagge kam und im Februar 1940 nach einer Kollision gesunken war. Bis zum November 1944 erfolgte der Stapellauf der fünf anderen Schiffe für die DDG „Hansa“ bei den anderen Werften. Der Bau der Schiffe war erheblich verzögert. So wurde die Greiffenfels nicht wie geplant am 15. August 1944 fertiggestellt, sondern traf erst am 24. September 1944 unfertig im Schlepp in Emden ein, wo auf den Nordseewerken die endgültige Fertigstellung erfolgen sollte. Die unfertigen Schwesterschiffe Argenfels und die durch einen Sabotageakt auch noch beschädigte Axenfels gingen im Schlepp über Emden zur Fertigstellung nach Hamburg. Beide sanken dort nach Bombenangriffen. Die Wiederherstellung der Axenfels wurde Ende 1947 endgültig aufgegeben, während die Argenfels als letztes der für die DDG „Hansa“ begonnenen Schiffe im Juli 1950 fertiggestellt wurde und als einziges dann auch direkt an die Bremer Reederei abgeliefert wurde. Ebenfalls nach Deutschland geschleppt wurde die im November 1944 als letztes Schiff vom Stapel gelaufene Crostafels die erst in Emden dann in Bremerhaven auflag. Nach Kriegsende begann der Weiterbau im Auftrag der Alliierten; die endgültige Fertigstellung erfolgte 1947/1948 in den Niederlanden und die Ablieferung dann im August 1948 an die jugoslawische Staatsreederei. Die unfertigen Schwesterschiffe Gutenfels und Frankenfels wurden im Herbst 1944 als Blockschiffe in der Zufahrt zum Amsterdamer Hafen versenkt. Nach dem Krieg gehoben, wurden sie als Motorschiffe fertiggestellt und 1948 von niederländischen Reedereien in Dienst gestellt.
Die Greiffenfels wurde 1944/1945 in Emden unter der Bauaufsicht der DDG „Hansa“ weitergebaut. Das fast fertige Schiff wurde von den Alliierten bei Kriegsende beschlagnahmt und am 29. Juni 1946 an die Niederlande abgeliefert. Als Schiff des großen Typs „Hansa C“ war es mit 6345 BRT vermessen und hatte eine Tragfähigkeit von 9730 tdw. Sie war 145,24 m lang, 18,47 m breit und hatte einen Tiefgang von bis zu 7,71 m. Die 4-Zylinder Doppelverbund-Dampfmaschine vom Typ LES 12 hatte die WUMAG geliefert und leistete mit einer Bauer-Wach-Abdampfturbine 4000 PSi, wirkte auf eine Schraube und gab dem Schiff eine Geschwindigkeit von 12 Knoten (kn). Das Ladegeschirr bestand aus je einem 50-t- und 30-t-Ladebaum sowie sechzehn 3- bis 10-t-Ladebäumen an den zwei Masten und sechs Ladebaum/Lüfterpfosten nebeneinander im Bereich der Aufbauten.

### Einsatzgeschichte derGreiffenfels
Die Greiffenfels wurde unter dem neuen Namen Nijmegen an die Niederlande abgeliefert und von der Vereenigde Nederlandsche Scheepvaart Maatschappij eingesetzt. Ab 1947 erfolgte die Bereederung des Schiffes durch die Reedereij „Amsterdam“.
Am 17. Mai 1950 erfolgte der Ankauf des Schiffes durch den ursprünglichen Auftraggeber DDG „Hansa“, der ihm wieder den ursprünglichen Namen Greiffenfels gab. Daneben führte das Schiff auch eine Kontrollratsnummer und als Nationalflagge bis zum Februar 1951 auch noch den Doppelstander C. Am 7. Juli 1950 begann bei der AG Weser eine Instandsetzung und der Umbau von Kohle- auf Ölfeuerung. Das Schiff wurde von der Bremer Reederei zusammen mit dem jetzt erst endgültig fertiggestellten Schwesterschiff Argenfels eingesetzt. 1955 wurde der Brückenaufbau der Greiffenfels um ein Deck erhöht. 1956 kaufte die Reederei noch ein weiteres Schiff vom Typ „Hansa C“ aus Liberia an und brachte es als Rotenfels in Fahrt.
1961 erfolgte eine Modernisierung der drei Schiffe bei der AG Weser. Nach der Rotenfels baute die Werft ab Mai 1961 die Greiffenfels zu einem Motorschiff um. Der Antrieb erfolgte nach dem Umbau durch einen 6-Zylinder-Zweitakt-Diesel vom Typ MAN K6-270/120A von 4200 PSe, der dem Schiff eine Geschwindigkeit von 13,25 kn gab. Der Umbau führte auch zu einer Veränderung der Aufbauten, des Ladegeschirrs und dem Einbau eines neuen, niedrigeren Schornsteins. Nach dem Umbau wurde das Schiff mit 6312 BRT/3781 NRT vermessen und hatte eine Tragfähigkeit von 9659 tdw. Die drei Schiffe blieben bis 1977 für die DDG „Hansa“ in Fahrt. Am 30. August 1977 erfolgte der Verkauf der Greiffenfels und der Rotenfels nach Pakistan zum Abbruch, der dort am 5. Oktober begann. Das Schwesterschiff Argenfels folgte auf diesem Weg im Januar/Februar 1978.

#### DDG „Hansa“-Schiffe des Typs „Hansa C“
| Name             | Bauwerft                                                  | BRT tdw     | Stapellauf in Dienst  | weiteres Schicksal |
| Greiffenfels (2) | Nederlandsche Scheepsbouw M. Amsterdam, BauNr. 349        | 6345 9730   | 15.04.1944 29.06.1946 | 1946 Niederlande: Nijmegen, 17. Mai 1950 DDG „Hansa“: Greiffenfels, 1961 Umbau zum Motorschiff (6312 BRT / 9659 tdw / 13,25 kn), 1977 abgewrackt; |
| Axenfels (3)     | van der Giessen & Zonen Krimpen/Yssel, BauNr. 712         | 6258 9670   | 28.06.1944 ===        | 1947 verschrottet; |
| Gutenfels (4)    | Nederlandsche Dok en Scheepsbouw M. Amsterdam, BauNr. 121 | 6259 10.141 | 15.07.1944 17.03.1948 | als Motorschiff Helsum in den Niederlanden fertiggestellt, 1962: Libanon: Antonis, 1979 Abbruch; |
| Frankenfels (2)  | Nederlandsche Dok en Scheepsbouw M. Amsterdam, BauNr. 122 | 6482 9611   | 15.07.1944 10.06.1948 | als Motorschiff Albireo in den Niederlanden fertiggestellt, 1963: Procyon, 1966 Liberia: Minoutsi, 1971 Zypern, 1978: Lasia, 1980 Abbruch; |
| Argenfels (3)    | Wilton-Fijenoord Schiedam, BauNr. 712                     | 6345 9730   | 28.07.1944 12.07.1950 | in Deutschland für DDG „Hansa“ fertiggestellt, 1961 Umbau zum Motorschiff (8162 BRT / 10.277 tdw / 13,25 kn), 1977 abgewrackt; |
| Crostafels (2)   | Rotterdamsche Droogdok Maatschappij Rotterdam, BauNr. 271 | 6215 9631   | 21.11.1944 08.1949    | als Motorschiff Srbiya in den Niederlanden für Jugoslawien fertiggestellt, 1949: Srbiya, 1981 Abbruch; |
| Rotenfels (3)    | Flender-Werke Lübeck, BauNr. 347                          | 6113 9852   | 17.11.1945 5.08.1947  | geplant als Schwarzwald für die Hapag, in Deutschland für Großbritannien als Empire Nene fertiggestellt, 1954 Liberia: Mariposa, 1956 von DDG „Hansa“ angekauft: Rotenfels, 1961 Umbau zum Motorschiff (8212 BRT / 10.973 tdw / 13,25 kn), 1977 abgewrackt; |